# Porta Palatina

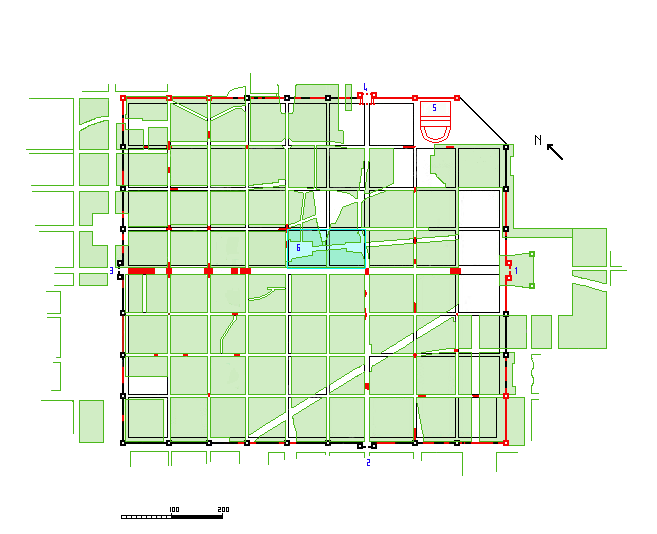
Planimetria della Augusta Taurinorum.

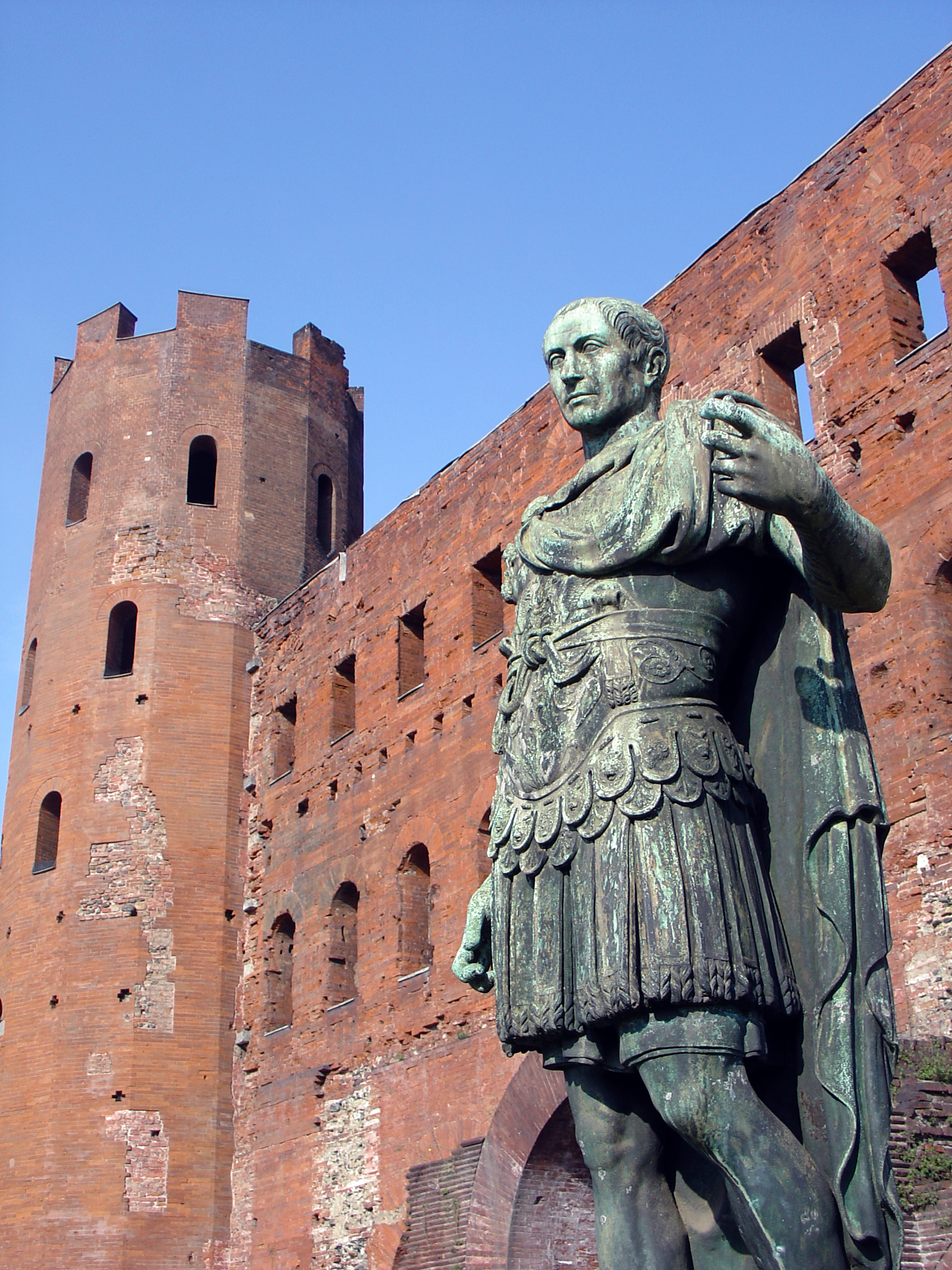
Una delle due copie bronzee raffigurante Giulio Cesare. Questa statua, insieme a quella di Augusto, è un dono di Benito Mussolini del 1935. Altre statue di questo tipo sono state donate ad altre città fondate da Augusto

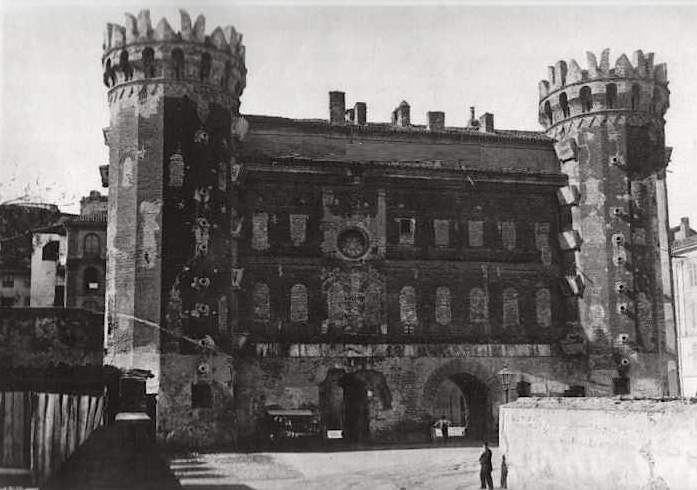
La Porta Palatina a fine Ottocento, prima del restauro del D'Andrade.

L'illuminazione della Porta Palatina inaugurata nel 1961 per il centenario dell'Unità d'Italia.

La Porta Palatina, anche detta Porta Capitolina, impropriamente ma comunemente nota col nome plurale di Porte Palatine (Pòrta Palatin-a o Tor Roman-e in piemontese), è l'antica Porta Principalis Dextera che consentiva l'accesso da settentrione alla Iulia Augusta Taurinorum, ovvero la civitas romana oggi nota come Torino.
Essa rappresenta la principale testimonianza archeologica dell'epoca romana della città, nonché una delle porte urbiche del I secolo a.C. meglio conservate al mondo.
Insieme al teatro romano, posto a ridosso della manica lunga di Palazzo Reale, è compresa nell'area del Parco Archeologico inaugurato nel 2006.

## Etimologia
Già nota come Porta Doranea a causa della presenza poco lontana della Dora Riparia nell'XI secolo, il nome Porta Palatina è da considerarsi sicuramente successivo all'epoca romana e deriva dal latino Porta Palatii. L'origine di tale termine può essere riconducibile a diverse ipotesi. La prima e più attendibile di queste, suggerisce che sia da attribuire alla contiguità del Palatium, ovvero l'edificio destinato ad ospitare i sovrani Longobardi. Una seconda ipotesi potrebbe ricondurre alla contigua presenza di un presunto anfiteatro edificato nei pressi dell'attuale Borgo Dora. La rapida caduta in rovina dell'ipotetica struttura circense, potrebbe averle valso l'attribuzione del nome Palatium.

## Caratteristiche
La Porta Principalis Sinistra consentiva l'accesso al cardo maximus orientato nord-sud, attualmente identificabile nella via Porta Palatina e via San Tommaso. I suoi imponenti resti sono attualmente visibili al centro di un'area aperta, l'odierna piazza Cesare Augusto. Del tutto analoga alla Porta Decumana, inclusa nella successiva struttura medievale dell'attuale Palazzo Madama, essa testimonia un esempio di tipica porta ad cavædium, ovvero una struttura a doppia porta con statio, un cortile quadrangolare sul lato interno i cui resti, posti davanti ai varchi, ne sono la testimonianza. 
Alte più di trenta metri, le due torri angolari sono caratterizzate da una base quadrata e dal corpo scandito da una sfaccettatura a sedici lati. È doveroso specificare però che soltanto la torre destra e l'interturrio centrale risalgono all'epoca romana. Il prospetto dell'interturrio è lungo circa venti metri e presenta monofore ad arco nel primo ordine e finestre con piattabanda piana nel registro superiore. Nella porzione sottostante si aprono i due fornici carrai e due più piccoli varchi pedonali posti lateralmente; le scanalanature presenti lungo le pareti interne dei varchi suggeriscono l'originaria presenza di cateractæ, ovvero un probabile sistema di saracinesche, o semplici grate, manovrate dal piano superiore. 
Sul terreno nelle immediate vicinanze della porta è ancora presente parte del basolato di epoca romana, su cui si possono notare ancora i solchi sulle pietre provocati dal transito del carri.
La coppia di statue bronzee raffiguranti Cesare Augusto e Giulio Cesare non sono originali ma copie risalenti all'ultimo, radicale intervento di restauro del 1934.

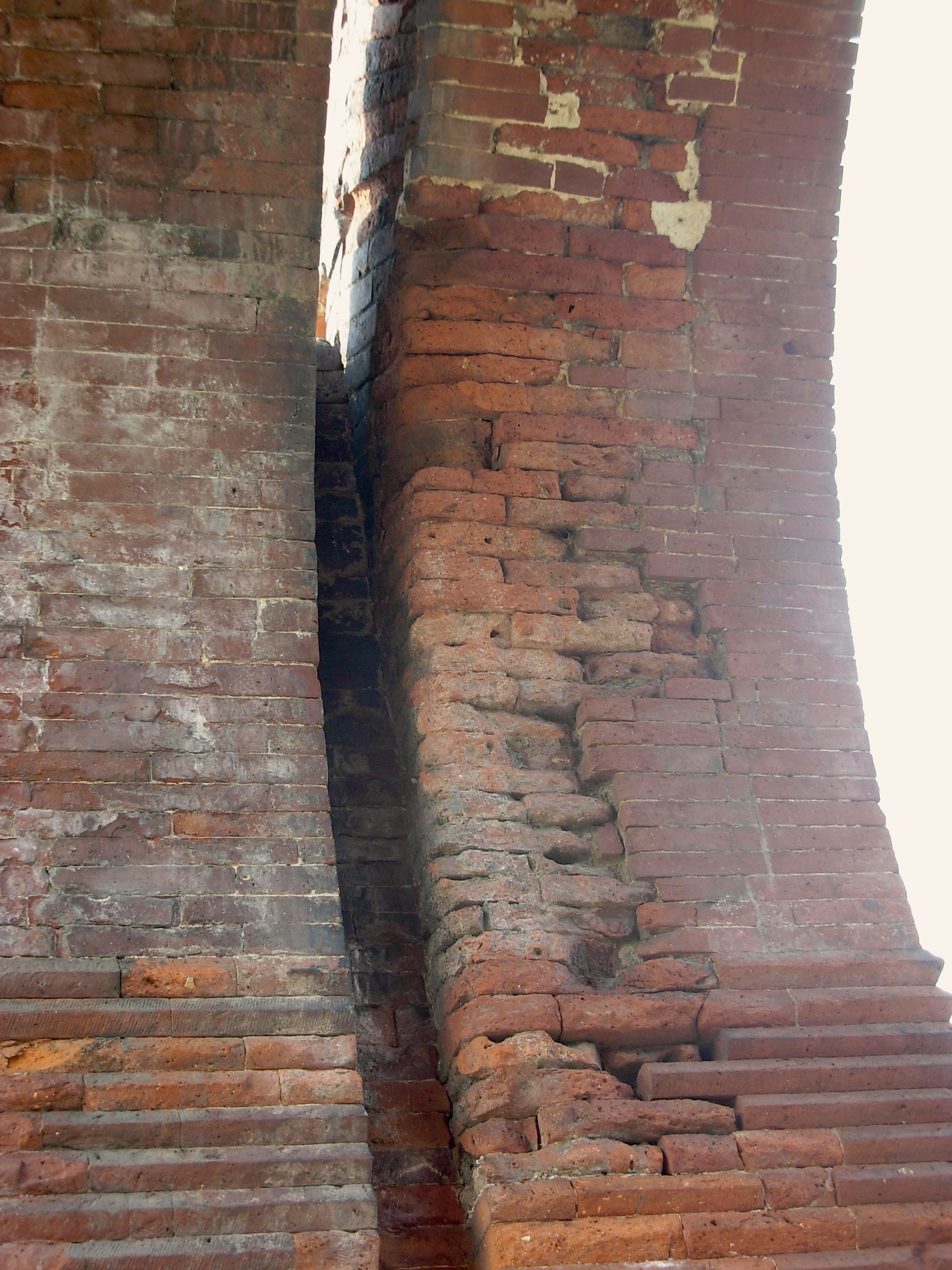
La scanalanatura all'interno dei fornici che consentiva lo scorrimento verticale delle cateractæ.

## Storia

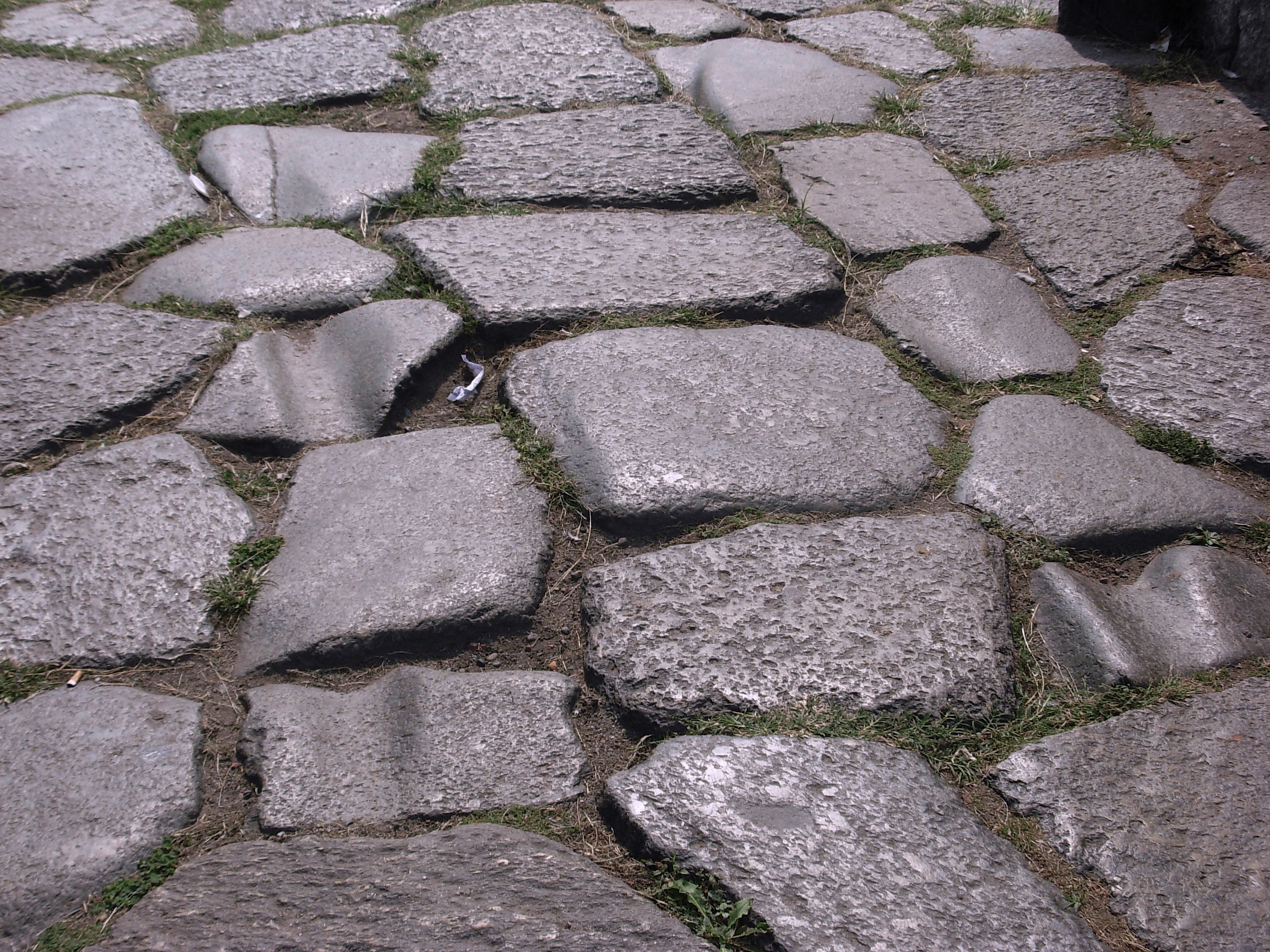
I solchi delle ruote dei carri sul basolato originale dei varchi carrai.

### Dall'età antica al XVI secolo
Edificata nel I secolo a.C. durante l'Età Augustea o nell'Età Flavia, la Porta Principalis Sinistra potrebbe aver preceduto l'edificazione della cinta muraria e forse fu edificata su una precedente porta di epoca repubblicana. La porta, aperta sulla via che conduceva a Ticinum (l'attuale Pavia) e a Mediolanum, mantenne a lungo la sua funzione di varco cittadino e già nell'XI secolo venne trasformata in castrum, anche se nel corso del tempo perse la struttura interna del cavædium. 
Nel 1404, dopo secoli di incursioni e parziale degrado, venne ricostruita la torre sinistra ed entrambe vennero completate da merli a scopo difensivo; l'accesso continuò comunque a essere garantito, anche se da un solo fornice.

### Il XVIII secolo
Il processo di rinnovamento urbanistico avviato nei primi decenni del Settecento da Vittorio Amedeo II prevedeva la scomparsa della Porta Palatina. Lo smantellamento non venne poi attuato grazie all'intervento dell'ingegner Antonio Bertola, che riuscì a convincere il duca della necessità di preservare l'antica opera architettonica; tuttavia, la porta perse la sua funzione, a vantaggio del varco, previsto dal progetto di Filippo Juvarra, nella vicina Piazza Vittoria. Nel 1724 le torri dell'ormai inutilizzata porta vennero adibite prima a carcere della vicina Vicarìa e in seguito a istituto di reclusione femminile.

### Dal XIX secolo all'età moderna: decadimento e restauri
Nel 1860, con la costruzione delle carceri Le Nuove commissionate da Vittorio Emanuele II, la fatiscente Porta Palatina venne sottoposta ad un ulteriore restauro. Nei primi anni del Novecento, contestualmente alla riscoperta del vicino teatro, l'architetto Alfredo D'Andrade operò un radicale restauro, mirando ad un'attenta cancellazione degli interventi precedenti e liberando la struttura di tutti gli orpelli aggiunti nel corso dei secoli e alla struttura in muratura ad essa addossata. 
Riportata al suo aspetto attuale, la Porta Palatina fu nuovamente oggetto di restauro dal 1934 al 1938, su decisione del regime fascista. Vennero dunque aperti tutti i fornici e fu isolata la struttura dal contesto urbano circostante, abbattendo un gruppo di vecchie case a ridosso del monumento. Tuttavia, alcuni di questi interventi furono considerati erronei dagli archeologi, poiché la porta in origine era a ridosso dell'abitato circostante ma, soprattutto, venne contestata l'errata collocazione della coppia di statue bronzee. Esse, infatti, sono poste erroneamente nell'area interna occupata originariamente dalla statio e non in quella esterna, dove avrebbero trovato una collocazione più credibile. Nel 1961, in occasione delle celebrazioni del centenario dell'unità d'Italia, venne realizzata una nuova illuminazione della Porta Palatina su progetto di Guido Chiarelli.
Fino agli anni settanta del Novecento la Porta Palatina fu percorribile dal traffico automobilistico, consentendo il transito al di sotto dei fornici, ma la nuova risistemazione urbanistica degli anni ottanta rese l'area interamente pedonale preservandone l'integrità.

### La Porta Palatina oggi e il Parco Archeologico
Nel 2006, in occasione di XX Giochi Olimpici Invernali, l'area è stata completamente ridisegnata. Il progetto è stato commissionato dalla Città di Torino e realizzato dagli architetti Aimaro Isola, Giovanni Durbiano e Luca Reinerio. Il nuovo Parco Archeologico intende in primo luogo riportare la Porta Palatina alla sua funzione primaria, consentendo al visitatore un "ingresso ideale" nella zona della città più antica e ricca di storia. L'intera area corrispondente a piazza Cesare Augusto è divenuta così un ampio giardino, delimitato da opere murarie e filari di alberi. Nella parte antistante corso Regina Margherita è stato realizzato un bastione simile a quello che Napoleone Bonaparte fece demolire nel 1800, destinato a ospitare nottetempo i carretti del vicino mercato di Porta Palazzo. Alcuni contestano la realizzazione di tale opera, denunciando una scarsa coerenza stilistica delle strutture murarie realizzate con le vestigia romane presenti.
Nel 2014 l'intera opera muraria è stata sottoposta ad un totale restauro conservativo terminato nel marzo del 2015.
Il 1º ottobre 2020 lo street artist francese Saype ha presentato al pubblico la sua opera temporanea (realizzata con vernici biodegradabili) disegnata sul prato del sito archeologico.